# Abdul Taib Mahmud

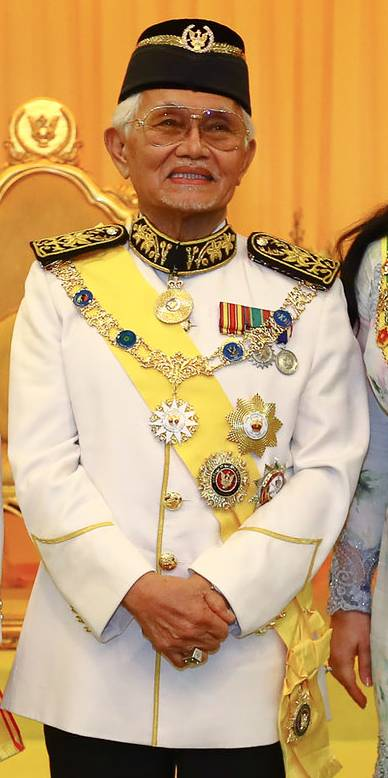
Abdul Taib Mahmud, 2017.

Abdul Taib bin Mahmud, född 21 maj 1936 i Miri, Sarawak, död 21 februari 2024 i Kuala Lumpur, var en malaysisk politiker. Han var den fjärde chefsministern i Sarawak 1981–2014, och tjänstgjorde därefter som Yang di-Pertua Negeri (guvernör) i Sarawak från 2014 fram till sin död. Han var också den statliga finansiella ministern och resursplanerings- och miljöminister. Taib var ordförande för Parti Pesaka Bumiputera Bersatu (PBB), som är en del av Barisan Nasional-koalitionen. Han var av etnisk melanau-härkomst.
Taib var informellt känd som Pak Uban, som kan översättas till "vithårig farbror". Bland kinesisktalande kallas han Pek Moh (白毛) vilket betyder "vitt hår". Ett annat informellt namn, med hänvisning till den brittiska Brookefamiljen som styrde Sarawak som vita rajas på 1800- och början av 1900-talet, var han den "sista vita rajan" eller "vithårig raja". 
Genom att inneha posten som chefsminister i Sarawak sedan 1981, var han den som suttit längst som chefsminister i Malaysia. Han tillträdde sin tjänst som chefsminister vid 45 års ålder. Som ledamot i det malaysiska parlamentet i 38 år, var Taib också den näst längst tjänstgörande parlamentarikern i Malaysia efter Tengku Razaleigh Hamza.